# Mascon

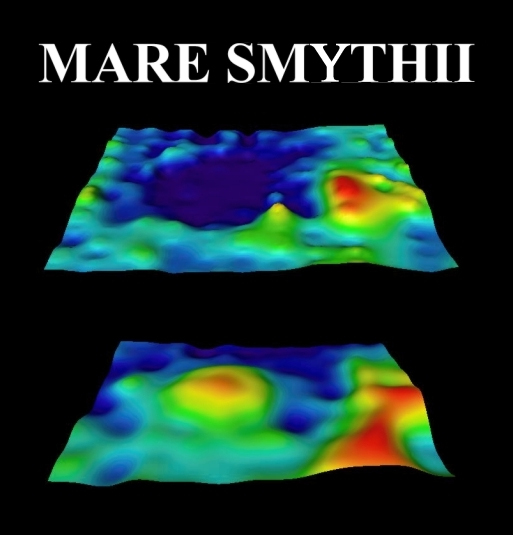
Topografie (nahoře) a gravitační signál měsíčního moře Mare Smythii, které obsahuje výrazný mascon.

Mascon, též maskón (z anglického mass concentration – koncentrace hmoty) je anomální oblast v kůře spojená s podpovrchovou koncentrací hmoty. Oblast, která by tak měla mít nevýrazný nebo dokonce záporný gravitační signál (např. impaktní kráter) je naopak místem se silnou pozitivní gravitační anomálií. Důvod vzniku masconu může být exogenní (dopad meteoritu) i endogenní (vzestup např. magmatického materiálu s vysokou hustotou).

## Měsíční mascony
Významným jevem jsou mascony na Měsíci, kde se nacházejí ve velkých impaktních pánvích především na přivrácené straně (Mare Imbrium, Mare Serenitatis, Mare Crisium, Mare Humorum, Mare Nectaris a další menší)
– jejich vznik je vysvětlován vzestupem plášťového materiálu v centru pánve krátce po impaktu. K jejich objevu došlo v roce 1968 Paulem Mullerem a Williamem Sjogrenem v americké Jet Propulsion Laboratory (NASA) při analýze odchylek drah automatických lunárních sond.
Díky tomuto objevu se později podařilo zpřesnit navigaci nad povrchem Měsíce dostatečně pro následující pilotované výpravy programu Apollo, které z bezpečnostních důvodů vyžadovaly velkou přesnost při přistávání lunárního modulu. V roce 1972 ovšem došlo k havárii subsatelitu PFS-2, vypuštěného z Apolla 16. Do měsíčního povrchu narazil po 34 dnech místo plánovaného 1 roku, protože jeho nízká oběžná dráha byla rušena mascony.

## Mascony na jiných tělesech Sluneční soustavy
Přesto, že nejsou tak výrazné jako měsíční, mascony jsou pozorovány i na Zemi. Na Marsu jsou mascony spojeny s menšími impakty (Isidis Planitia, Argyre Planitia) a také s komplikovanou strukturou severních nížin (např. Utopia Planitia – zřejmě erodovaná obří impaktní pánev). Na Venuši žádné mascony pozorovány nebyly (zřejmě díky husté atmosféře bránící průnikům meteoritů)[zdroj?] a pro Merkur nemáme zatím dostatek dat – z analýzy topografie se ale zdá, že minimálně některé velké impaktní pánve nevykazují deformace spojené s tvorbou masconů. Zajímavý je rovněž fakt, že největší impaktní struktury ve Sluneční soustavě (měsíční pánev Jižní pól-Aitken a marsovská pánev Hellas) neobsahují mascony; jejich vznik tedy nelze jednoduše spojovat s velkými impakty a je důsledkem složitějších relaxačních dějů při jejich vzniku.